# Nanocladius crassicornus
Nanocladius crassicornus är en tvåvingeart som beskrevs av Ole Anton Saether 1977. Nanocladius crassicornus ingår i släktet Nanocladius och familjen fjädermyggor. Inga underarter finns listade i Catalogue of Life.